# Aigremont (Gard)
Aigremont település Franciaországban, Gard megyében. Lakosainak száma 777 fő (2022. január 1.). Aigremont Domessargues, Lédignan, Mauressargues, Moulézan, Saint-Bénézet, Saint-Jean-de-Serres, Saint-Théodorit, Savignargues és Montagnac községekkel határos.

## Népesség
A település népességének változása:
| Lakosok száma | 256  | 243  | 313  | 638  | 700  | 755  | 791  | 777  | 770  | 777  |
|               | 1968 | 1982 | 1990 | 2006 | 2013 | 2015 | 2017 | 2019 | 2020 | 2022 |